# Barnagar
Barnagar, también transliterado como Badnagar, (en hindi: बादनगर ) es una localidad de la India, en el distrito de Ujjain, estado de Madhya Pradesh.

## Geografía
Se encuentra a una altitud de 505 m s. n. m. a 253 km de la capital estatal, Bhopal, en la zona horaria UTC +5:30.

## Demografía
Según estimación 2010 contaba con una población de 32 511 habitantes.